# لالي

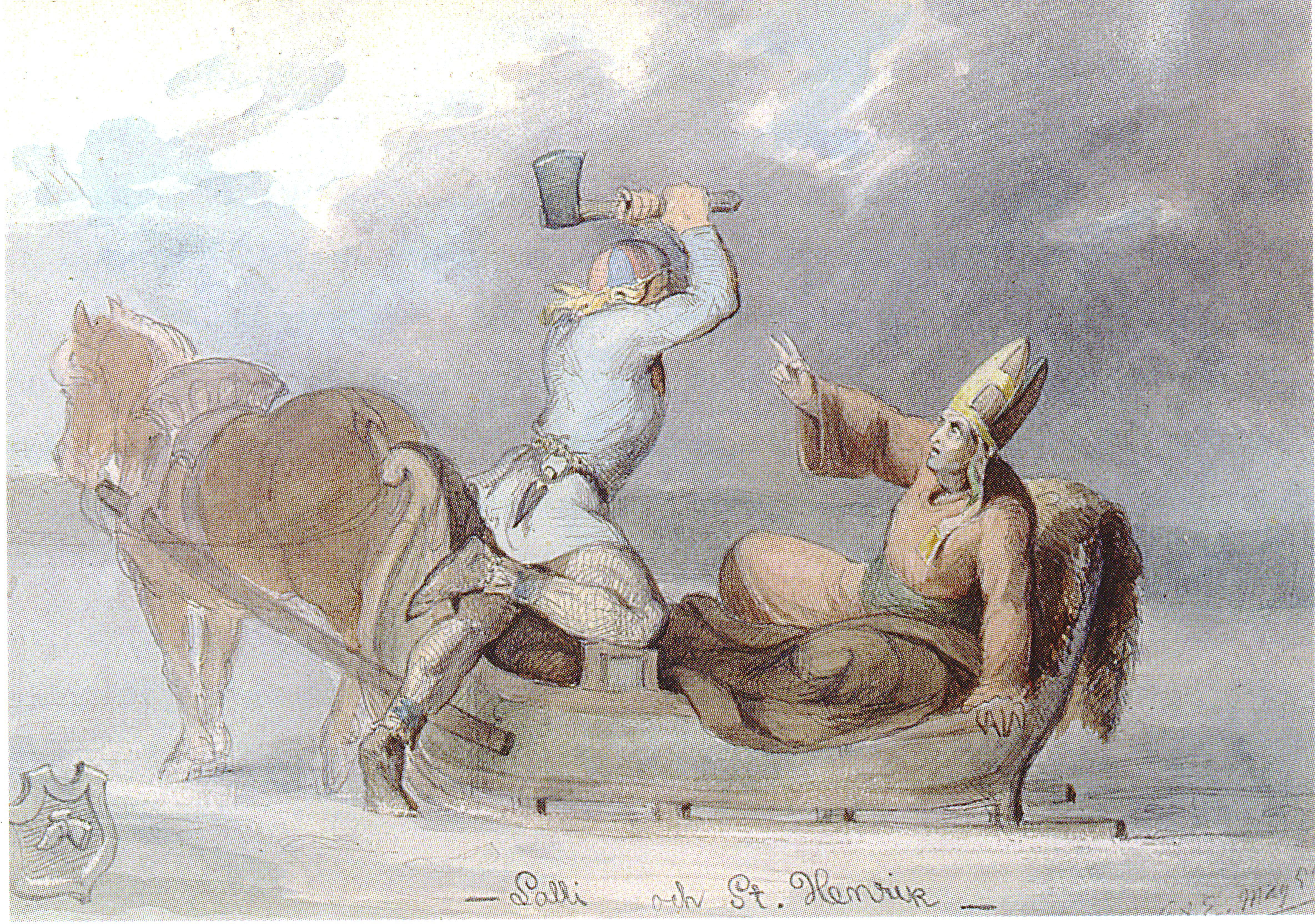
لالـّي يقتل الأسقف هنريك، لوحة من أعمال روبرت فيلهلم إيكمان.

لالـّي (بالفنلندية: Lalli) شخصية ملفقة بتاريخ فنلندا الأوروبي والإسكندنافي، ووفقاً للأسطورة قام بقتل الأسقف هنريك على جليد بحيرة كويليونيارفي في فنلندا في 20 يناير 1156.